# Конституція Єгипту
Конституція Арабської Республіки Єгипет є вищим законом Єгипту. Вона була прийнята 11 вересня 1971 через референдум. Пізніше вносилися поправки в 1980, 2005 і 2007 роках. Було проголошено оновлення демократичної представницької системи, утвердження верховенства закону, незалежності судової влади, а також партійного плюралізму.
У першій половині 2012 року сформовано Конституційну асамблею Єгипту, яка мала розробити новий Основний закон країни.